# Список министров иностранных дел Украины
Это список министров иностранных дел Украинского государства, народного, социалистического и советского.
Начиная с 1917 года эти люди возглавляли следующие внешнеполитические ведомства государств на территории нынешней Украины:
1) Министерство иностранных дел Украинской Народной Республики; 2) Министерство иностранных дел Украинской Державы;
3) Министерство иностранных дел Директории Украинской Народной Республики;
4) Секретариат иностранных дел Западно-Украинской Народной Республики (государственные секретари иностранных дел); Народный секретариат по межнациональным делам Украинской народной республики Советов, Народный секретариат международных дел Украинской народной республики Советов, Народный секретариат иностранных дел Украинской народной республики Советов, Народный секретариат иностранных дел Украинской советской республики (народные секретари), Народный комиссариат иностранных дел Украинской Социалистической Советской Республики (народные комиссары иностранных дел), Министерство иностранных дел Украинской Советской Социалистической Республики и Министерство иностранных дел Украины.

## Список
Курсивом обозначены исполняющие обязанности.
| # | Имя                  | Полномочия                   | Полномочия                         | Действующий глава государства             | Правительство (только с 24 августа 1991 года) |
| # | Имя                  | Начало                       | Окончание                          | Действующий глава государства             | Правительство (только с 24 августа 1991 года) |
| --- | -------------------- | ---------------------------- | ---------------------------------- | ----------------------------------------- | --------------------------------------------- |
| Министерство иностранных дел Украинской Народной Республики |                      |                              |                                    |                                           |                                               |
| 1 | Александр Шульгин    | декабрь 1917                 | 24 января 1918                     | Михаил Грушевский                         | Михаил Грушевский                             |
| 2 | Всеволод Голубович   | 30 января 1918               | 3 марта 1918                       | Михаил Грушевский                         | Михаил Грушевский                             |
| 3 | Николай Любинский    | 3 марта 1918                 | 28 апреля 1918                     | Михаил Грушевский                         | Михаил Грушевский                             |
| Министерство иностранных дел Украинской Державы |                      |                              |                                    |                                           |                                               |
| 1 | Николай Василенко    | 30 апреля 1918               | 20 мая 1918                        | гетман Павел Скоропадский                 | гетман Павел Скоропадский                     |
| 2 | Дмитрий Дорошенко    | 20 мая 1918                  | 14 ноября 1918                     | гетман Павел Скоропадский                 | гетман Павел Скоропадский                     |
| 3 | Георгий Афанасьев    | 14 ноября 1918               | 14 декабря 1918                    | гетман Павел Скоропадский                 | гетман Павел Скоропадский                     |
| Министерство иностранных дел Директории Украинской Народной Республики |                      |                              |                                    |                                           |                                               |
| 1 | Владимир Чеховский   | 26 декабря 1918              | 11 февраля 1919                    | Владимир Винниченко                       | Владимир Винниченко                           |
| 2 | Константин Мациевич  | 13 февраля 1919              | март 1919                          | Симон Петлюра                             | Симон Петлюра                                 |
| 3 | Владимир Темницкий   | апрель 1919                  | август 1919                        | Симон Петлюра                             | Симон Петлюра                                 |
| 4 | Андрей Левицкий      | август 1919                  | май 1920                           | Андрей Левицкий                           | Андрей Левицкий                               |
| Секретариат иностранных дел Западноукраинской Народной Республики |                      |                              |                                    |                                           |                                               |
| 1 | Василий Панейко      | 11 ноября 1918               | 1919                               | Евгений Петрушевич                        | Евгений Петрушевич                            |
| 2 | Лонгин Цегельский    | 4 января 1919                | 10 марта 1919                      | Евгений Петрушевич                        | Евгений Петрушевич                            |
| 3 | Михаил Лозинский     | 10 марта 1919                | 17 апреля 1919                     | Евгений Петрушевич                        | Евгений Петрушевич                            |
| 4 | Степан Витвицкий     | 17 апреля 1919 9 июня 1919 ? | май 1919 октябрь 1919 февраль 1920 | Евгений Петрушевич                        | Евгений Петрушевич                            |
| 5 | Кость Левицкий       | 1920                         | февраль 1923                       | Евгений Петрушевич                        | Евгений Петрушевич                            |
| Народный секретариат по межнациональным делам Украинской народной республики Советов → Народный секретариат международных дел Украинской народной республики Советов → Народный секретариат иностранных дел Украинской народной республики Советов → Народный секретариат иностранных дел Украинской советской республики → Народный комиссариат иностранных дел Украинской Социалистической Советской Республики (упразднён 20 сентября 1923 года, функции были переданы Народному комиссариату иностранных дел СССР) |                      |                              |                                    |                                           |                                               |
| 1 | Сергей Бакинский     | 14 декабря 1917              | 1 марта 1918                       | Георгий Пятаков                           | Георгий Пятаков                               |
| 2 | Владимир Затонский   | 1 марта 1918                 | 4 марта 1918                       | Георгий Пятаков                           | Георгий Пятаков                               |
| 3 | Николай Скрипник     | 8 марта 1918                 | 18 апреля 1918                     | Георгий Пятаков                           | Георгий Пятаков                               |
| 4 | Христиан Раковский   | январь 1919 март 1920        | июль 1919 июль 1923                | Станислав Косиор                          | Станислав Косиор                              |
| 4 | Христиан Раковский   | январь 1919 март 1920        | июль 1919 июль 1923                | Дмитрий Мануильский                       |                                               |
| / Воссозданный Народный комиссариат иностранных дел Украинской Социалистической Советской Республики (5 февраля 1944 — 15 марта 1946) → Министерство иностранных дел Украинской Советской Социалистической Республики (15 марта 1946 — 27 июля 1990) |                      |                              |                                    |                                           |                                               |
| 1 | Александр Корнейчук  | февраль 1944                 | июль 1944                          | Никита Хрущёв                             | Никита Хрущёв                                 |
| 2 | Дмитрий Мануильский  | 1944                         | 1952                               | Никита Хрущёв                             | Никита Хрущёв                                 |
| 2 | Дмитрий Мануильский  | 1944                         | 1952                               | Лазарь Каганович                          |                                               |
| 2 | Дмитрий Мануильский  | 1944                         | 1952                               | Никита Хрущёв                             |                                               |
| 2 | Дмитрий Мануильский  | 1944                         | 1952                               | Леонид Мельников                          |                                               |
| 3 | Анатолий Барановский | 10 июня 1952                 | 17 июня 1953                       |                                           |                                               |
| 4 | Лука Паламарчук      | 17 июня 1953                 | 13 августа 1965                    | Алексей Кириченко                         | Алексей Кириченко                             |
| 4 | Лука Паламарчук      | 17 июня 1953                 | 13 августа 1965                    | Николай Подгорный                         |                                               |
| 4 | Лука Паламарчук      | 17 июня 1953                 | 13 августа 1965                    | Пётр Шелест                               |                                               |
| 5 | Дмитрий Белоколос    | 16 марта 1966                | 11 июня 1970                       |                                           |                                               |
| 6 | Георгий Шевель       | 10 августа 1970              | 18 ноября 1980                     | Владимир Щербицкий                        | Владимир Щербицкий                            |
| 7 | Владимир Мартыненко  | 18 ноября 1980               | 28 декабря 1984                    | Владимир Щербицкий                        | Владимир Щербицкий                            |
| 8 | Владимир Кравец      | 29 декабря 1984              | 27 июля 1990                       | Владимир Ивашко                           | Владимир Ивашко                               |
| → Министерство иностранных дел Украинской Советской Социалистической Республики (27 июля 1990 — 24 августа 1991) → Министерство иностранных дел Украины (c 24 августа 1991 года) |                      |                              |                                    |                                           |                                               |
| 1 | Анатолий Зленко      | 27 июля 1990                 | 25 августа 1994                    | Леонид Кравчук                            | Виталия Масола                                |
| 1 | Анатолий Зленко      | 27 июля 1990                 | 25 августа 1994                    | Леонид Кравчук                            | Витольда Фокина                               |
| 1 | Анатолий Зленко      | 27 июля 1990                 | 25 августа 1994                    | Леонид Кравчук                            | Леонида Кучмы                                 |
| 1 | Анатолий Зленко      | 27 июля 1990                 | 25 августа 1994                    | Леонид Кравчук                            | Ефима Звягильского                            |
| 2 | Геннадий Удовенко    | 25 августа 1994              | 17 апреля 1998                     | Леонид Кучма                              |                                               |
| 2 | Геннадий Удовенко    | 25 августа 1994              | 17 апреля 1998                     | Леонид Кучма                              | Евгения Марчука                               |
| 2 | Геннадий Удовенко    | 25 августа 1994              | 17 апреля 1998                     | Леонид Кучма                              | Павла Лазаренко (первое)                      |
| 2 | Геннадий Удовенко    | 25 августа 1994              | 17 апреля 1998                     | Леонид Кучма                              | Павла Лазаренко (второе)                      |
| 2 | Геннадий Удовенко    | 25 августа 1994              | 17 апреля 1998                     | Леонид Кучма                              | Валерия Пустовойтенко                         |
| 3 | Борис Тарасюк        | 17 апреля 1998               | 29 сентября 2000                   | Леонид Кучма                              |                                               |
| 3 | Борис Тарасюк        | 17 апреля 1998               | 29 сентября 2000                   | Леонид Кучма                              | Виктора Ющенко                                |
| 4 | Анатолий Зленко      | 2 октября 2000               | 2 сентября 2003                    | Леонид Кучма                              |                                               |
| 4 | Анатолий Зленко      | 2 октября 2000               | 2 сентября 2003                    | Леонид Кучма                              | Анатолия Кинаха                               |
| 4 | Анатолий Зленко      | 2 октября 2000               | 2 сентября 2003                    | Леонид Кучма                              | Виктора Януковича (первое)                    |
| 5 | Константин Грищенко  | 2 сентября 2003              | 3 февраля 2005                     | Леонид Кучма                              |                                               |
| 6 | Борис Тарасюк        | 4 февраля 2005               | 30 января 2007                     | Виктор Ющенко                             | Юлии Тимошенко (первое)                       |
| 6 | Борис Тарасюк        | 4 февраля 2005               | 30 января 2007                     | Виктор Ющенко                             | Юрия Еханурова                                |
| 6 | Борис Тарасюк        | 4 февраля 2005               | 30 января 2007                     | Виктор Ющенко                             | Виктора Януковича (второе)                    |
| — | Владимир Огрызко     | 31 января 2007               | 21 марта 2007                      | Виктор Ющенко                             |                                               |
| 7 | Арсений Яценюк       | 21 марта 2007                | 18 декабря 2007                    | Виктор Ющенко                             |                                               |
| 8 | Владимир Огрызко     | 18 декабря 2007              | 3 марта 2009                       | Виктор Ющенко                             | Юлии Тимошенко (второе)                       |
| — | Владимир Хандогий    | 3 марта 2009                 | 9 октября 2009                     | Виктор Ющенко                             | Юлии Тимошенко (второе)                       |
| 9 | Пётр Порошенко       | 9 октября 2009               | 11 марта 2010                      | Виктор Ющенко                             | Юлии Тимошенко (второе)                       |
| 10 | Константин Грищенко  | 11 марта 2010                | 24 декабря 2012                    | Виктор Янукович                           | Николая Азарова (первое)                      |
| 11 | Леонид Кожара        | 24 декабря 2012              | 23 февраля 2014                    | Виктор Янукович                           | Николая Азарова (второе)                      |
| — | Андрей Дещица        | 27 февраля 2014              | 19 июня 2014                       | Александр Турчинов (и. о.) Пётр Порошенко | Арсения Яценюка (первое)                      |
| 12 | Павел Климкин        | 19 июня 2014                 | 29 августа 2019                    | Пётр Порошенко Владимир Зеленский         | Арсения Яценюка (первое)                      |
| 12 | Павел Климкин        | 19 июня 2014                 | 29 августа 2019                    | Пётр Порошенко Владимир Зеленский         | Арсения Яценюка (второе)                      |
| 12 | Павел Климкин        | 19 июня 2014                 | 29 августа 2019                    | Пётр Порошенко Владимир Зеленский         | Владимира Гройсмана                           |
| 13 | Вадим Пристайко      | 29 августа 2019              | 4 марта 2020                       | Владимир Зеленский                        | Алексея Гончарука                             |
| 14 | Дмитрий Кулеба       | 4 марта 2020                 | 5 сентября 2024                    | Владимир Зеленский                        | Дениса Шмыгаля                                |
| 15 | Андрей Сибига        | 5 сентября 2024              |                                    | Владимир Зеленский                        | Дениса Шмыгаля                                |

## Комментарии
1. ↑  Для УССР в качестве глав государства указаны руководители ЦК КП(б)У/КПУ, фактически являвшиеся высшими руководящими лицами республиканского уровня
2. ↑  Сначала — Генеральный секретариат международных дел (укр. Генеральне секретарство міжнародних справ)
3. ↑  Первоначально — Генеральный секретарь международных дел (укр. Генеральний секретар міжнародних справ)
4. ↑  Государственный секретарь иностранных дел (укр. Державний секретар закордонних справ), Управляющий МИД (укр. Керуючий МЗС)
5. ↑  Управляющий МИД, Министр иностранных дел
6. ↑  Управляющий МИД
7. ↑  Первоначально в УНРС функции внешнеполитического ведомства выполнял Народный секретариат по межнациональным делам (укр. Народне секретарство міжнаціональних справ), позже — Народный секретариат международных дел (укр. Народне секретарство міжнародних справ), впоследствии преобразованный в Народный секретариат иностранных дел (укр. Народне секретарство закордонних справ)
8. ↑  Народный секретарь по межнациональным делам (укр. Народний секретар з міжнаціональних справ)
9. 1 2  Народный секретарь иностранных дел (укр. Народний секретар закордонних справ)
10. ↑  С 17 июня 1953 года по 11 мая 1954 года — исполняющий обязанности министра иностранных дел Украинской ССР (См. биографию Л. Ф. Паламарчука в Справочнике по истории Коммунистической партии и Советского Союза 1898—1991 Архивная копия от 28 сентября 2007 на Wayback Machine)
11. ↑  С 4 по 18 декабря совмещал посты главы парламента и главы МИД